# 蒂特斯冰原島峰
74°12′S 100°1′W / 74.200°S 100.017°W
蒂特斯冰原島峰（英語：Teeters Nunatak），是南極洲的冰原島峰，位於埃爾斯沃思地，處於霍奇森冰原島峰以北9公里，屬於哈德森山脈的一部分，美國地質調查局根據測量和該國海軍的空中照片繪入地圖，現時由南極條約體系管理。